# Oswalt Kolle: Liebe als Gesellschaftsspiel
Oswalt Kolle: Liebe als Gesellschaftsspiel ist ein deutscher Aufklärungsfilm von Werner M. Lenz nach dem Drehbuch von Oswalt Kolle aus dem Jahr 1972.

## Handlung
In seinem letzten Aufklärungsfilm blickt Oswalt Kolle bereits in die Zukunft: „Die Ehen der Zukunft werden haltbarer sein, weil sie freier sind…Dieser Film will zeigen, wie Menschen von heute mit ihrer noch ungewohnten Freiheit experimentieren.“
Ein siebenstündiges Gruppensex-Experiment mit holländischen Ehepaaren ist Thema des Films. Dabei werden dokumentarische mit gespielten Szenen kombiniert. Die Spielszenen, unter anderem am Strand, stellen Liebe als spielerisch und problemlos dar. Wiederholt empfiehlt Kolle den Wechsel des Sexualpartners in Form von Partnertausch, Gruppensex und Dreierbeziehungen. 

## Produktionsnotizen
Die Uraufführung erfolgte am 20. Oktober 1972. Auf dem Höhepunkt der inzwischen eingetretenen Sexwelle fand Kolles Film keine besondere Aufmerksamkeit mehr.

## Kritiken
Matthias Horx konstatierte 1988 im Zeit-Magazin (Nr. 25/88) rückblickend über Kolles Filme: „Zwei grundlegende Irrtümer der sexuellen Aufklärungseuphorie trugen dazu bei, daß ihre Erfolge am Ende in einer Niederlage enden mußten. Erstens ist Reden der Feind der Erotik. Je mehr Sexualität thematisiert und pädagogisiert wird, desto mehr verliert sie ihre Spontaneität…Zweitens: Die ‚scharfe Ehe‘ ist eine Illusion.“ Auch die ausgefeilteste Technik vermöge nichts gegen die natürlichen sexuellen Abnutzungserscheinungen einer Ehe auszurichten: „Das mußte zwangsläufig zu Enttäuschungen führen, gegen die Oswalt Kolle Anfang der siebziger Jahre den allgemeinen Partnertausch propagierte.“
Das Lexikon des Internationalen Films urteilt: „Ein ebenso unbedarfter wie spekulativer Film ohne jeden Informations- und Argumentationsgehalt.“